# Thane Baker
Walter Thane Baker (Elkhart, 4 ottobre 1931) è un ex velocista statunitense.

## Biografia
Nato a  Elkhart, nel Kansas, ha conosciuto i suoi più grandi successi già da quando era studente all'Università dello Stato del Kansas. Nel 1953 è stato campione nazionale NCAA sui 220y (200 metri) e nel 1956 campione AAU sui 200 metri.
Prima delle Olimpiadi ha eguagliato i record del mondo dei 100 e 200 metri. Ha inoltre vinto numerosi titoli nel Kansas ed è stato 4 volte All American.
Alle Olimpiadi ad Helsinki nel 1952 ha vinto la medaglia d'argento sui 200 metri dietro Andy Stanfield e avanti James Gathers. Nel 1956 a Melbourne ha vinto la medaglia d'argento sui 100 metri dietro a Bobby Joe Morrow, la medaglia di bronzo sui 200 metri e la medaglia d'oro nella staffetta 4×100 metri.

## Palmarès

### Giochi olimpici

#### Helsinki 1952
- Medaglia d'argento sui 200 metri

#### Melbourne 1956
- Medaglia d'oro nella staffetta 4×100 metri
- Medaglia d'argento sui 100 metri
- Medaglia di bronzo sui 200 metri